# Walter Sommer (Lebensreformer)
Walter Sommer  (* 22. Januar 1887; † 22. November 1985) war ein deutscher Germanen- und Runenforscher, Lebensreformer, Ernährungsforscher und Begründer einer eigenen Lebensschule. Als Anhänger des Veganismus und dem Verzehr von Rohkost gilt er seit 1924 als der Veganer mit der längsten veganen Ernährungsperiode.

## Leben
Sommer war einer der radikalsten vegetarischen  Reformer und ein engagierter Verfechter der Rohkost. 1924 gründete er in Rendsburg/Holstein einen Verlag für Schriften zur Lebensreform und ein Versandgeschäft für Früchte, Nüsse, Honig und ähnliche Produkte. Seit 1925 verschickte er regelmäßig seine „Lichtheilgrüße“. In diesen Aufsätzen kämpfte er für eine Lebensweise nach dem Motto „Schafft Euch einen Garten an, und Ihr werdet frei!“. – Seit 1950 veröffentlichte Sommer bis 1981 die Hausnachrichten.
Sommers Buch „Das Urgesetz der natürlichen Ernährung“ erschien bis 1972 in drei Auflagen. Es enthielt radikale Vorschläge zu Wirtschafts- und Sozialreformen. Dass sein 1931 im Selbstverlag erschienenes Buch „Das Spiegelbild der Weltgeschichte“ während des nationalistischen Regimes beschlagnahmt und eingestampft wurde, ist zu bezweifeln, denn noch im Oktober 1934 bot er in einer Preisliste dieses Werk an.
Auch ein angebliches Schreibverbot im Nationalsozialismus scheint nicht bestanden zu haben, da Sommer seine Aufsätze weiterhin als „Lichtheilgrüße“ versenden konnte, so etwa Aus deutscher Erde. (1934) oder Gedanken zur Geschichte des deutschen Volkes (April 1939).
Sommer war zweimal verheiratet. Seine zweite Ehefrau war Hanna (geb. Heinecke).

## Ernährungsforschung
Sommer verstand sich als „Kulturgeschichtsforscher“, der nachgewiesen haben wollte, dass sich die in Germanien lebenden Menschen bis zum Eintreffen der Römer weitgehend als Gärtner und Bauern betätigt und vegetarisch gelebt hätten. Er habe herausgefunden, dass es vor der Römerzeit ein freies Bodennutzungsrecht gegeben habe, das es den Menschen ermöglicht habe, sich eine „gesunde“ und „gerechte“ Lebensgrundlage zu schaffen. Diese Lebensform habe vor etwa 3000 bis 5000 Jahren zur Entstehung der Hochkulturen beigetragen, die sich von hier aus bis nach Asien, Nordafrika und Nordamerika ausgebreitet hätten. Durch diese Lebensweise wären die Gartenkultur, die Astronomie, die Geodäsie, das Kunsthandwerk und der Tauschhandel gefördert worden und seien zu einer Blütezeit gelangt.
Sommer beschrieb den Einfluss, den das römische Bodeneigentumsrecht auf die Entwicklung der europäischen Geschichte genommen habe. Ausgehend von einer falschen Ernährungs- und Lebensweise der Menschen sei daraus eine „dunkle Seite des Daseins“ entstanden, aus der sich Minderheiten erhoben hätten, die nicht das Wohl der Gemeinschaft, sondern die Ausbeutung der Völker im Sinn gehabt hätten. Das Bodeneigentumsrecht hätte demnach zu Landraub, Enteignung und Verarmung der Bevölkerung geführt. Sommer postulierte ein „Entwicklungsgesetz der Kulturvölker“, in dem kritisiert wird, dass die Erde zum Spekulationsobjekt geworden sei, und welches das Besitzrecht mit Waffengewalt verteidigt habe. Sommer war der Ansicht, dass dieser „Teufelskreis“ (circulus vitiosus) nur durch eine Änderung der Ernährungs- und Lebensweise durchbrochen werden könne. In den Jahren des Zweiten Weltkrieges war Sommer nach eigener Auskunft zeitweise mit einem Schreibverbot belegt, so dass er seine Arbeit erst 1950 wieder aufgenommen habe.

## Werke
Sommers Werke erschienen im Selbstverlag und wurden 1937 verboten. Es wird vermutet, dass dieses Verbot auf eine Intrige von Karl Maria Wiligut (Weisthor) zurückging, dessen System eine Ähnlichkeit mit den Ideen Sommers aufweist.
- Lichtheilgrüsse. Nachrichten- und Werbeblätter des Verlages und Versandhauses Walter Sommer. W. Sommer, Rendsburg ab 1926, OCLC 73005380.
- Die natürliche Ernährung. W. Sommer, Hamburg 1926, OCLC 612227096.
- Das Spiegelbild der Weltgeschichte. W. Sommer, Hamburg 1932, OCLC 19728583.
- Monatshefte für natürliche Ernährung und Lebensordnung. W. Sommer, Ahrensburg in Holstein 1950, OCLC 251347121.
- Das Urgesetz der natürlichen Ernährung. W. Sommer, Ahrensburg in Holstein 1952, OCLC 721071299.
- Karl-Heinz Baumgartl (Hrsg.): Walter-Sommer-Hausnachrichten. Ausgewählte Schriften von 1950–1980. Baumgartl, Zeilarn 2005, OCLC 711868698.